# Cirolana carinata
Cirolana carinata is een pissebed uit de familie Cirolanidae. De wetenschappelijke naam van de soort is voor het eerst geldig gepubliceerd in 2001 door Yu & Li.